# Camós

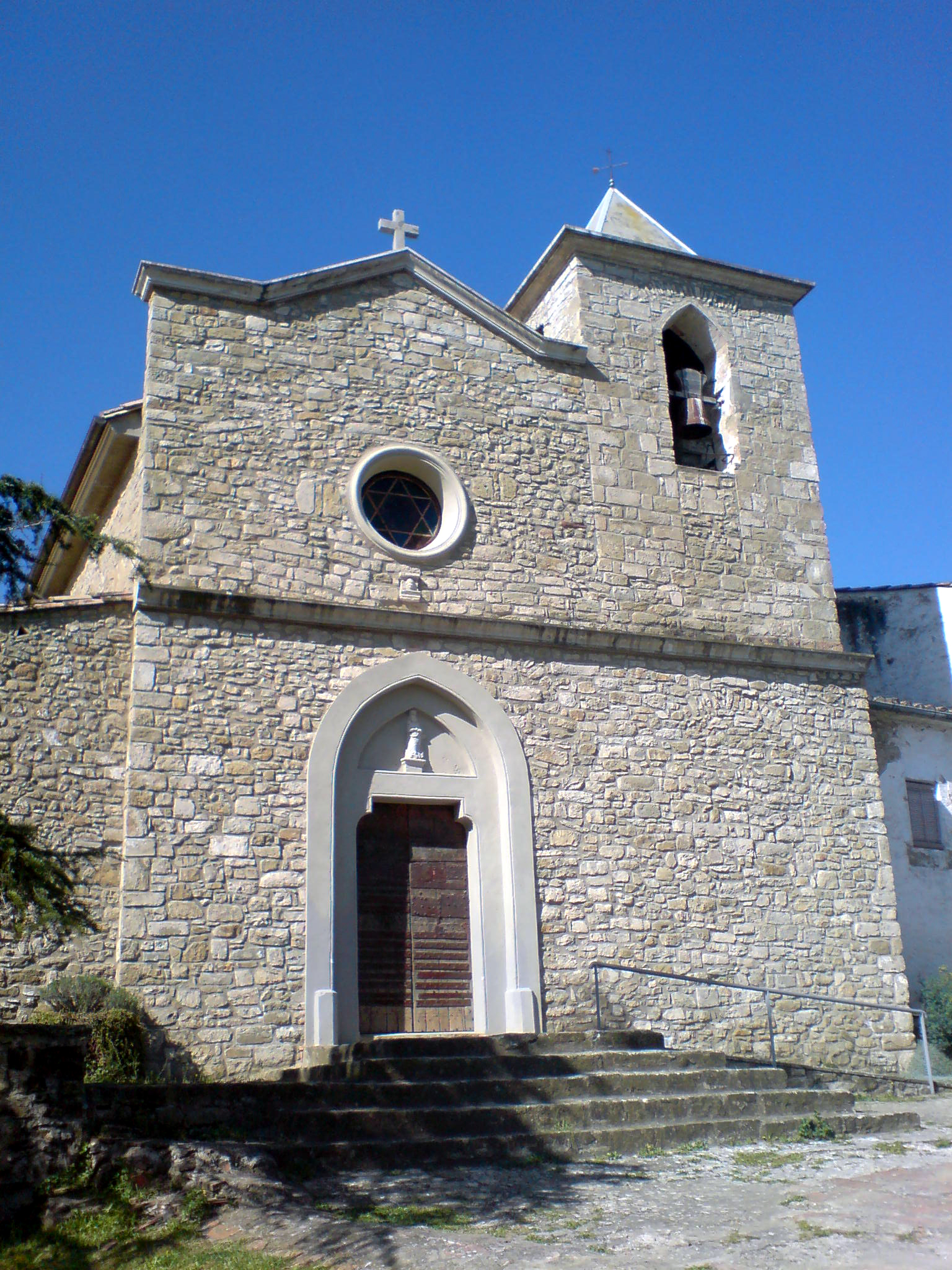
Onze-Lieve-Vrouwkerk van Camós

Camós is een gemeente in de Spaanse provincie Girona in de regio Catalonië met een oppervlakte van 16 km². Camós telt 683 inwoners (1 januari 2016).

## Demografische ontwikkeling
Bron: INE, 1857-2011: volkstellingen